# بريبير
بريبير، قرية تتبع مقاطعة شيبينيك-كنين بجنوب كرواتيا.